# War of the Roses
War of the Roses — (рус.  «Война Роз») — это игра, относящаяся к жанру многопользовательский action. Разработана шведской компанией Fatshark. Официальным издателем игры является Paradox Interactive, которая анонсировала её в августе 2011 года на GamesCom.
Игра переносит игрока в XV век, во времена гражданской войны в Англии, вошедшей в историю как Война Алой и Белой розы. Игроку придётся встать на одну из сторон двух враждующих группировок: Плантагенетов — Ланкастеров и Йорков .
Игра вышла 2 октября 2012 года. Сервера игры были выключены 28 февраля 2017 года, а сама она была удалена из Steam.

## Игровой процесс
Игра ориентирована на мультиплеер, есть всего несколько одиночных миссий, которые призваны обучить игрока основам геймплея и управления. Онлайн матчи состоят из разных режимов (командная схватка, захват точек и т.д.) в которых могут принимать участие до 64-х игроков. Игроки делятся на две команды, которые соответствуют сторонам войны алой и белой розы, кроме того, внутри команды существуют отряды (squad), при вступлении в который игроки из одного отряда появляются рядом. За выполнение целей режима, убийства противников, помощь союзникам даются очки, за которые осуществляется развитие персонажа.

## Отзывы
| Сводный рейтинг | Сводный рейтинг |
| Агрегатор       | Оценка          |
| --------------- | --------------- |
| GameRankings    | 73,33 %         |